# Felsőrás
Felsőrás (szlovákul: Rašice) község Szlovákiában, a Besztercebányai kerületben, a Nagyrőcei járásban. Alsó- és Felsőrás egyesítése nyomán jött létre.

## Fekvése
Tornaljától 9 kilométerre, északnyugatra fekszik.

## Története
A település előzményei a 11.-12. századra nyúlnak vissza. 1266-ban „Raas" néven említik először, ekkor a sajógömöri váruradalomhoz tartozott. 1294-ben „Raz" volt a neve. 1334-ben már két külön falurészből állt a település, mivel az írásokban „Kétrás"-ként szerepel. Egyházáról 1409-ben tesznek először említést. 1479-ben már külön faluként említik Alsó- és Felsőrás néven. A két falu lakói a 16. században reformátusok lettek. 1549-ben a Bebek család birtoka volt, melynek 8 portával adózott. Alsórás a török időkben elpusztult, de később újratelepült.
A 18. század végén Vályi András így ír róla: „Felső Rás, vagy Rusztás Rás. Magyar falu Gömör Vármegyében, földes Urai több Uraságok, lakosai katolikusok, és másfélék, fekszik Alsó Vályhoz közel, Sankfalvához sem meszsze, mellynek filiája; földgye termékeny, piatzozása két mértföldnyire, legelője elég, fája van mind a’ kétféle, keresettye só alatt, és szőlőmunkából, második osztálybéli."
1773-ban 24 család élt itt. 1828-ban 36 háza és 279 lakosa volt, akik főként mezőgazdasággal foglalkoztak.
A 19. század közepén Fényes Elek eképpen írja le: „Felső-Rás, magyar falu, Gömör vmegyében, alulról Lőkösháza helységgel határos, völgyben fekszik. Van a reform. templomjuk; lelkek száma 235, ezek közül férfi 115, asszony 120, mindnyájan magyarok. Van benne 6 6/8 urbéri, 7 1/8 majorsági, 12 urbéri zsellér, 360 holdnyi erdője, a lakosok hajdan a gyümölcs tenyésztésnek nagy kedvelői voltak; most már nem annyira, szántófölde búza, gabona termesztésre alkalmas, rétje nem a legjobb takarmányt termi. Földesura 2/3 részben a Draskóczi Sámuel, 1/3-ban Hevesi testvérek. Az egész helységet adófizető nép lakja. Ut. p. Tornalja."
Gömör-Kishont vármegye monográfiájában pedig ezt olvashatjuk róla: „Rás, a túróczi völgyben fekvő magyar kisközség, 65 házzal és 256 ev. ref. vallású lakossal. 1410-ben már a mai nevén szerepel és vele együtt az oklevelek Rás pusztát is említik. Később Alsó-Rás néven találjuk említve, megkülönböztetésül Rás pusztától. 1427-ben a runyai Soldos család az ura, később a Tornai család. 1550-ben Ferdinánd király új adományt ad a községre a Soldos, Hanvay, Darvas, Nagyszáju, Szkárosi és Kerepeczy családoknak. Későbbi birtokosai azután a Draskóczy és a Hevessy család, most pedig a Sárközy örökösöknek van itt nagyobb birtokuk. Az ev. ref. templom nagyon régi épület, de néhány évvel ezelőtt megújították. Ide tartozik Puszta-Rás és Cslesza. Az előbbinek határában, a várhegyen, hajdan valami erőd volt, melynek azonban már a nyoma is alig látszik. Rás község postája Harkács, távírója és vasúti állomása Tornallya."
A trianoni diktátumig Gömör-Kishont vármegye Tornaljai járásához tartozott.
Ezután Vyšné Rášovo, illetve Horný Ráš volt a hivatalos neve, melyet 1927-től Rašice alakra változtattak. 1938 és 1945 között újra Magyarországhoz tartozott.

## Népessége
| Év:            | 1994. | 2004.    | 2014.    | 2024.   |
| -------------- | ----- | -------- | -------- | ------- |
| Emberek száma: | 151   | 135      | 112      | 112     |
| Eltérés:       |       | -10,59 % | -17,03 % | -1,42 % |

| Év:            | 2023. | 2024.   |
| -------------- | ----- | ------- |
| Emberek száma: | 111   | 112     |
| Eltérés:       |       | +0,90 % |

1910-ben 283-an, túlnyomórészt magyarok lakták.
2001-ben 140 lakosából 132 magyar.
2011-ben 123 lakosából 115 magyar, 6 szlovák és 2 roma.

## Nevezetességei
- Református temploma 1306-ban épült, 1791-ben klasszicista stílusban építették át; legutóbb 1991-ben renoválták.
- Klasszicista kúriája a 18. század végén épült.

## Híres emberek
- A 20. század elején Kodály Zoltán gyűjtött népdalokat a községben.

## Képtár

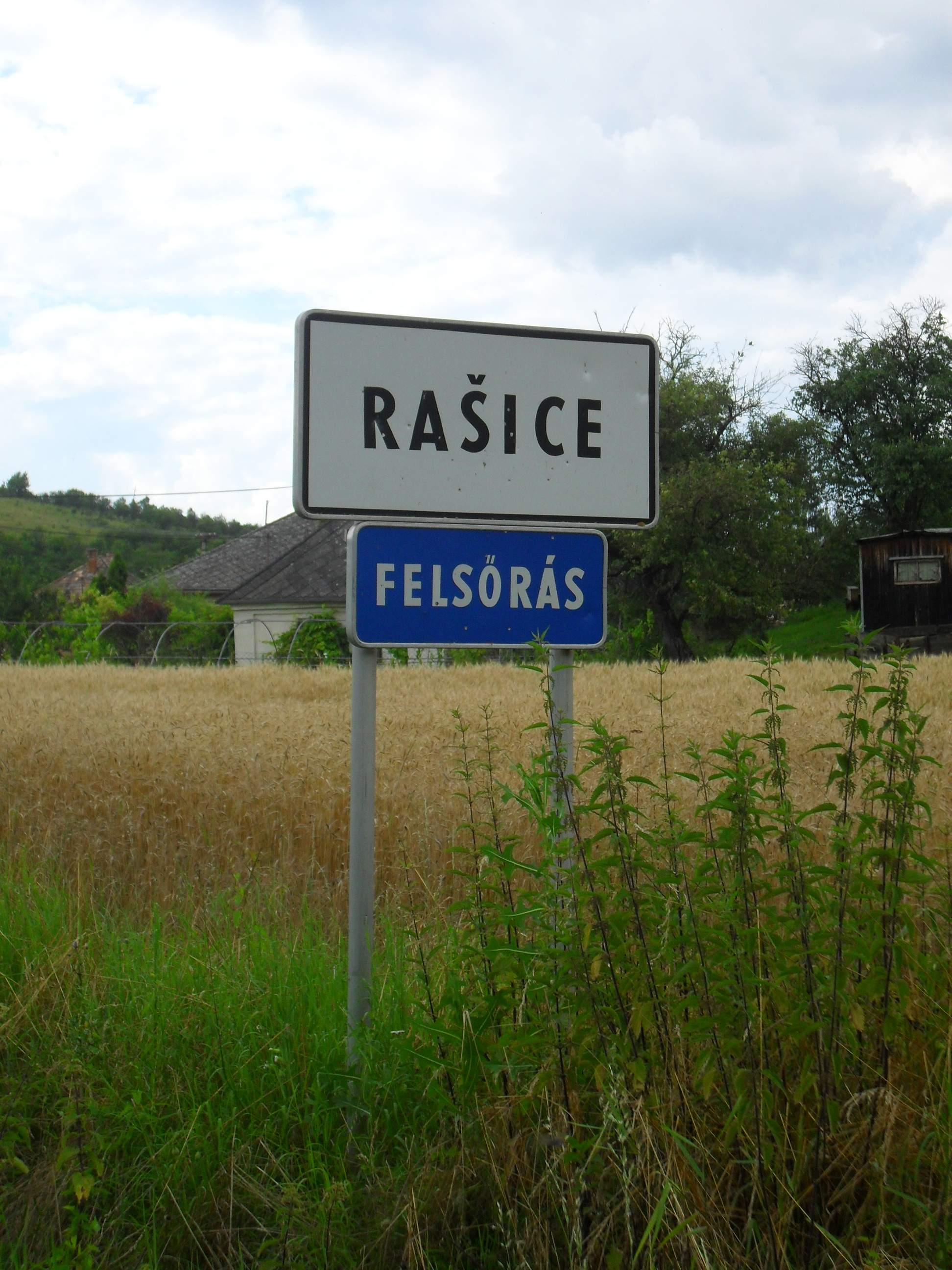
Kétnyelvű helységnévtábla
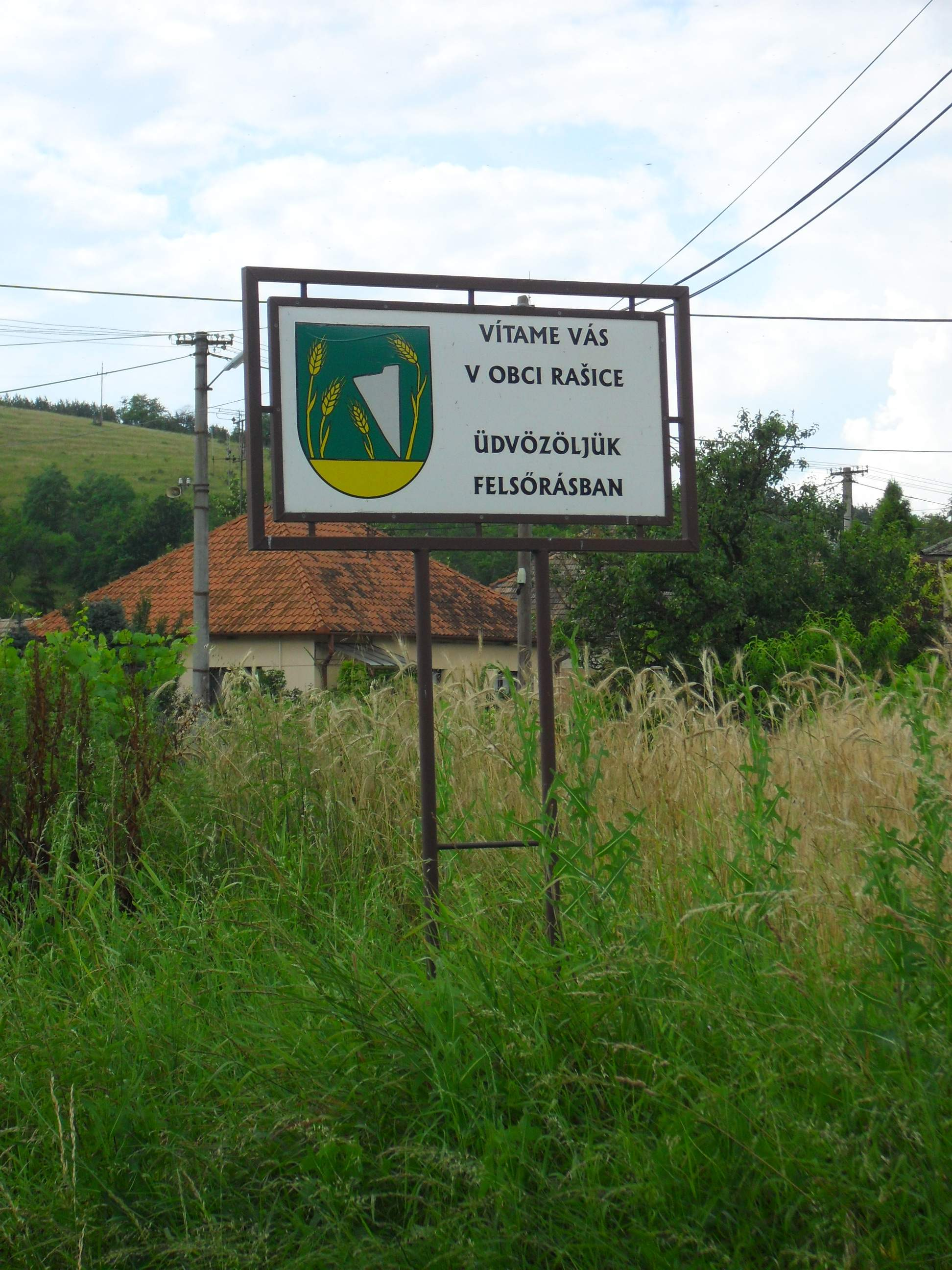
Címeres üdvözlőtábla
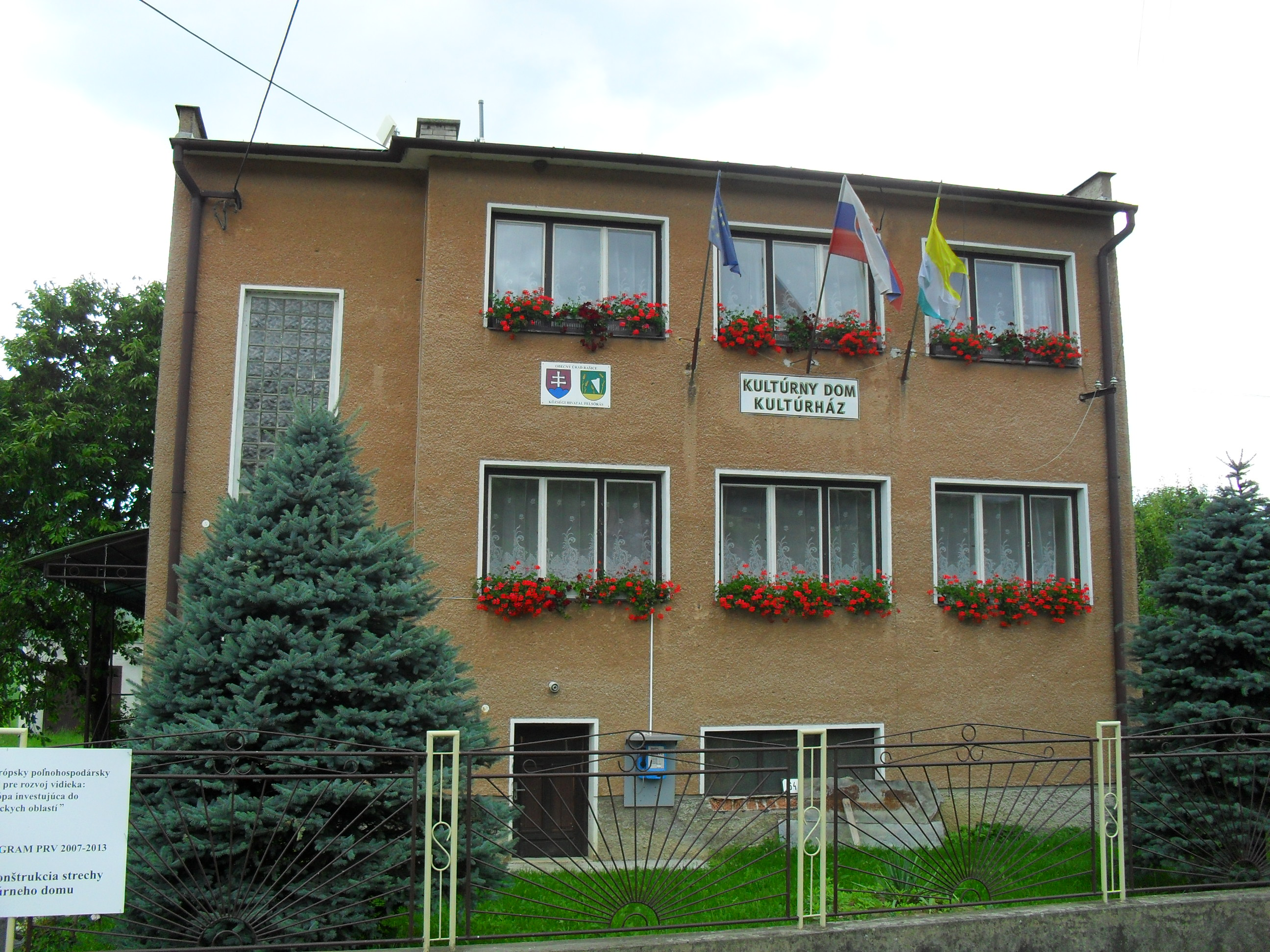
Községi hivatal és kultúrház
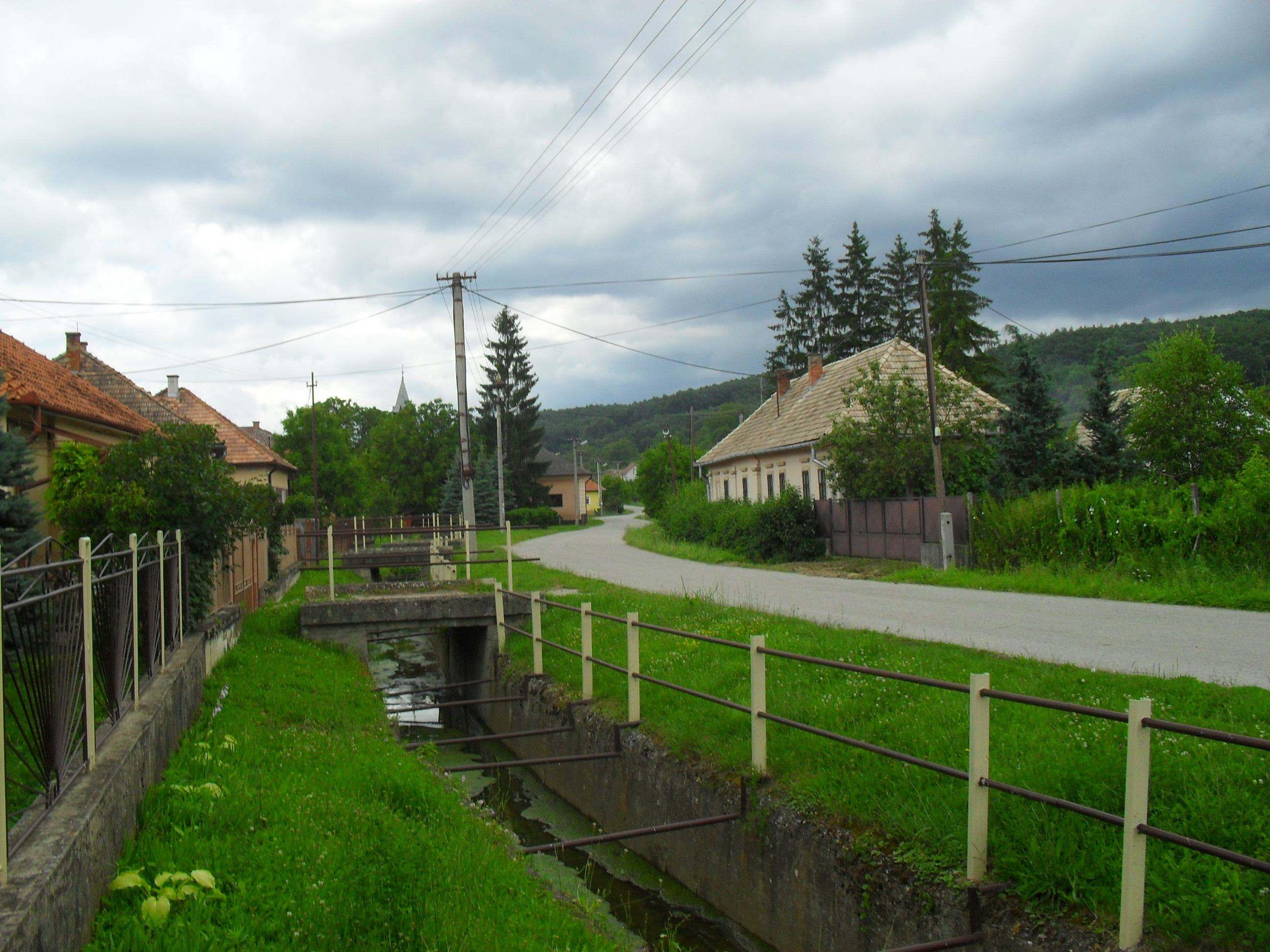
Felsőrási utcakép
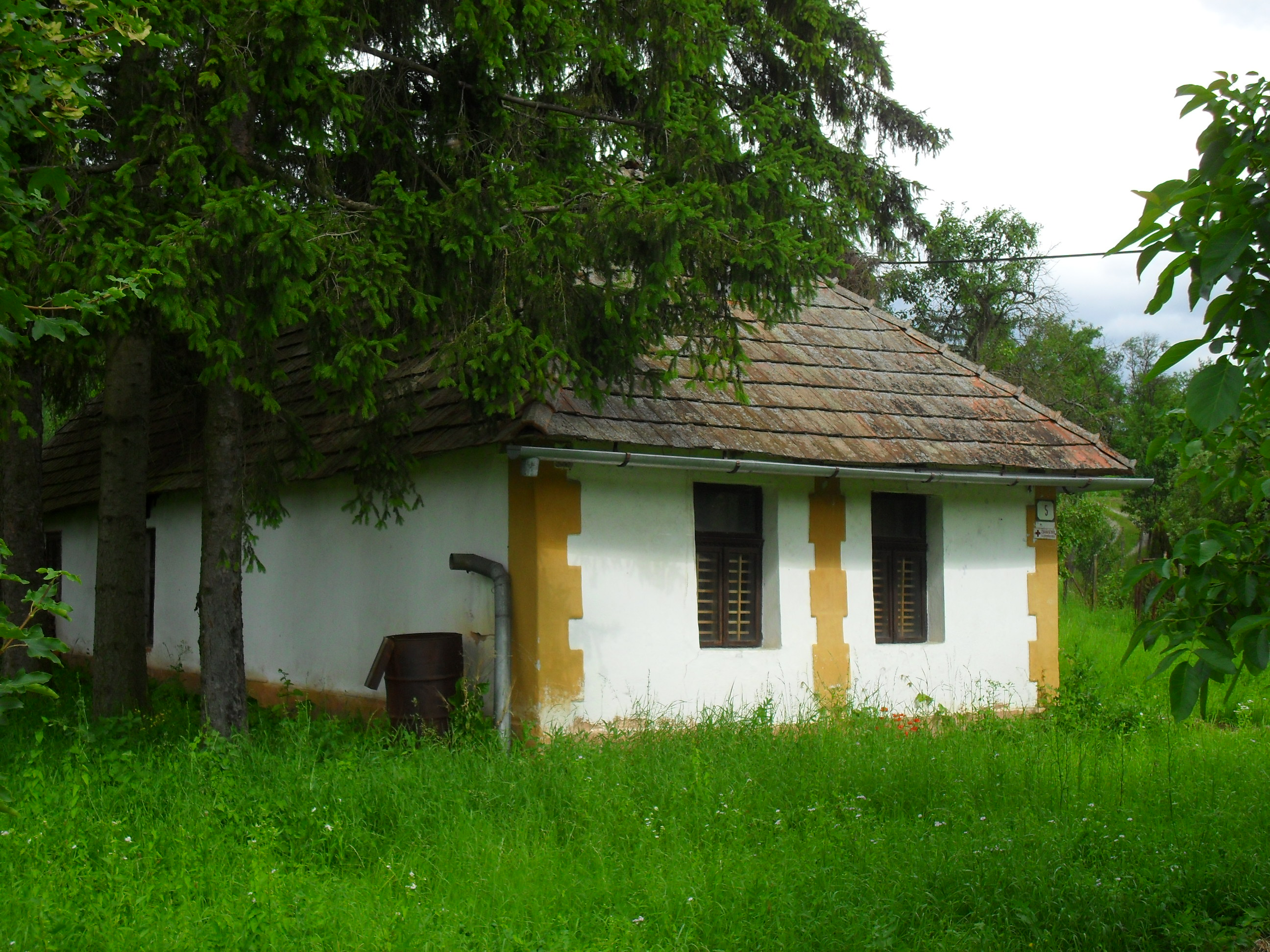
Régi ház a községben
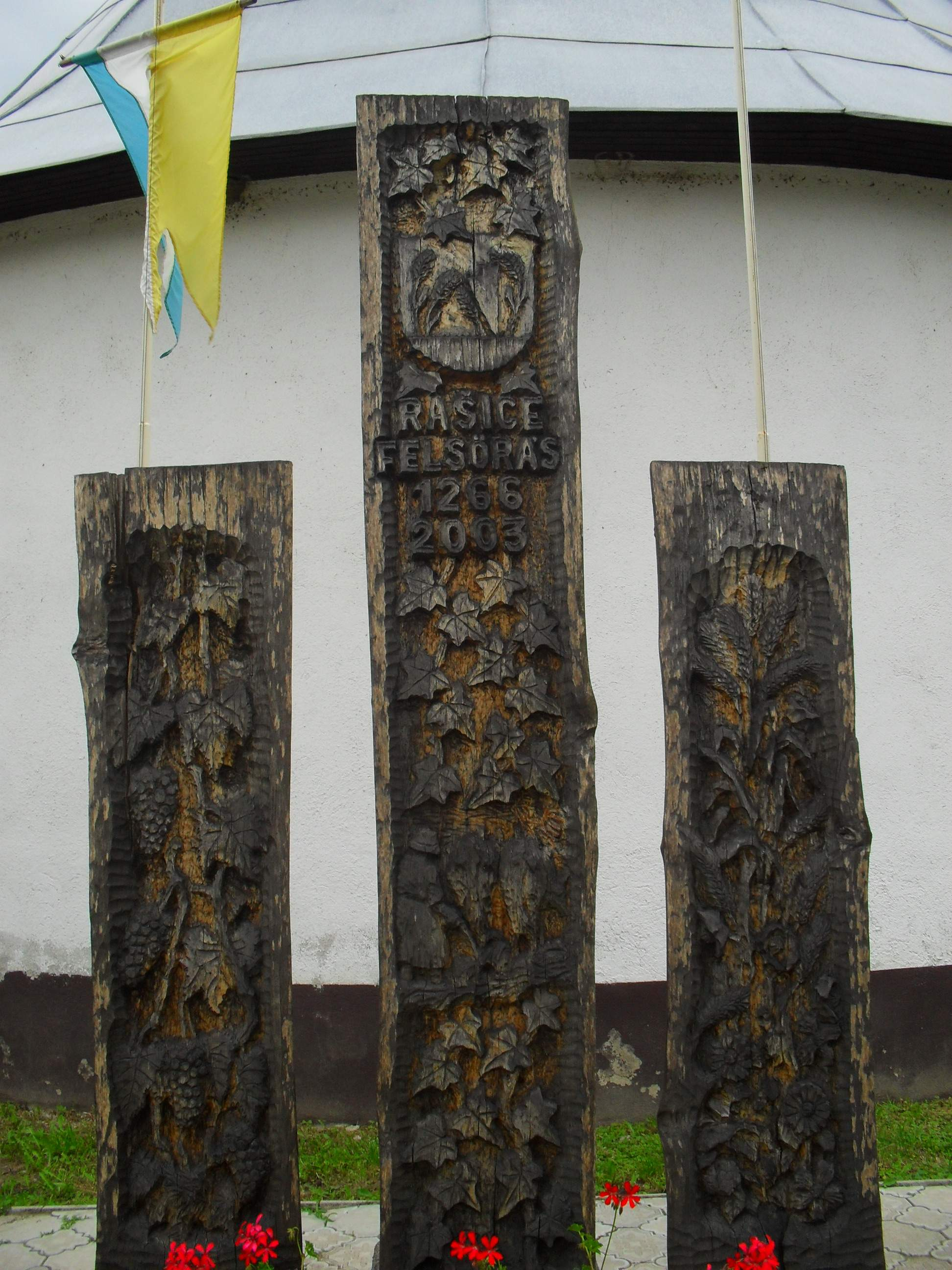
Alapítási emlékmű
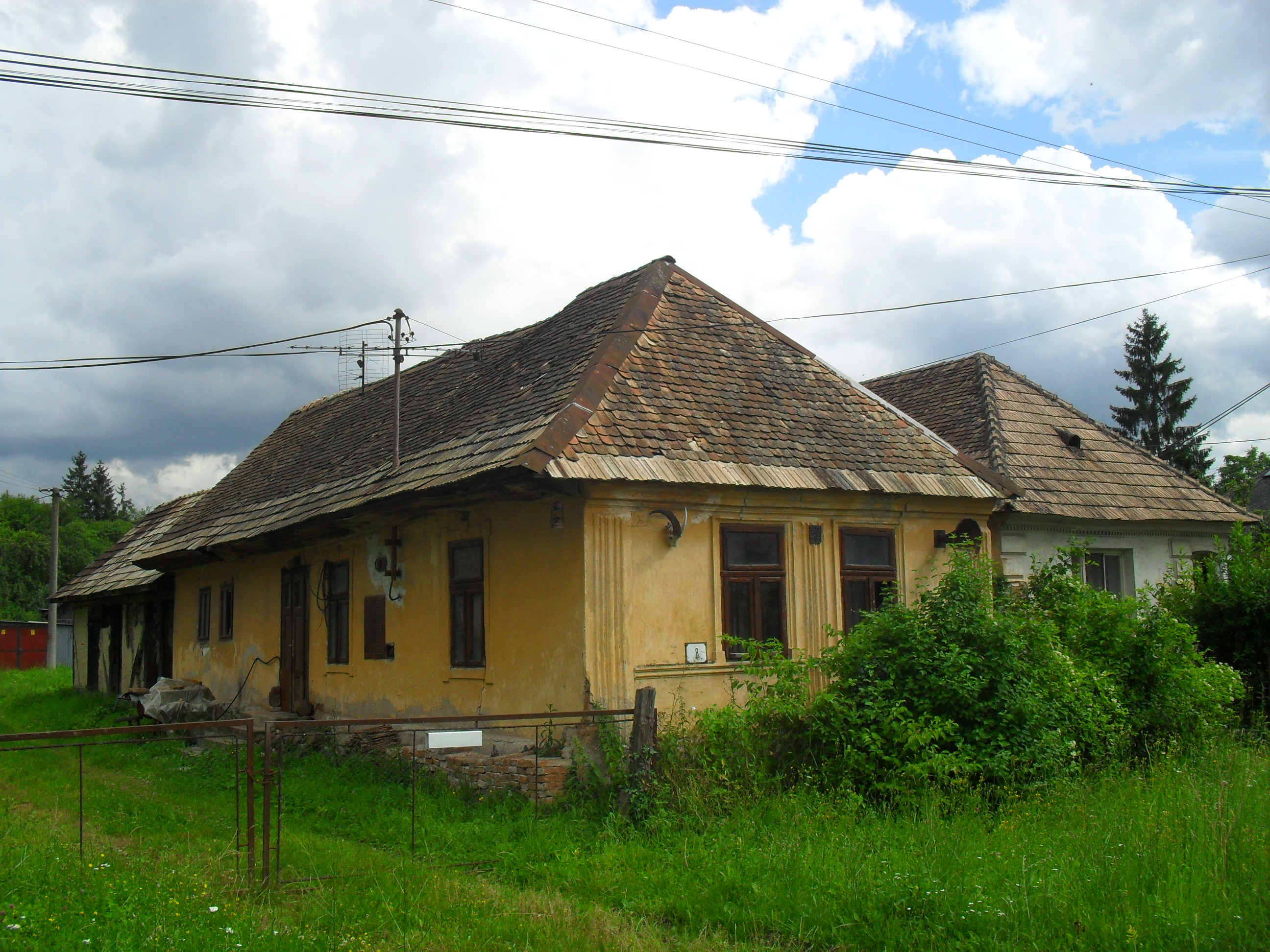
Régi ház a községben
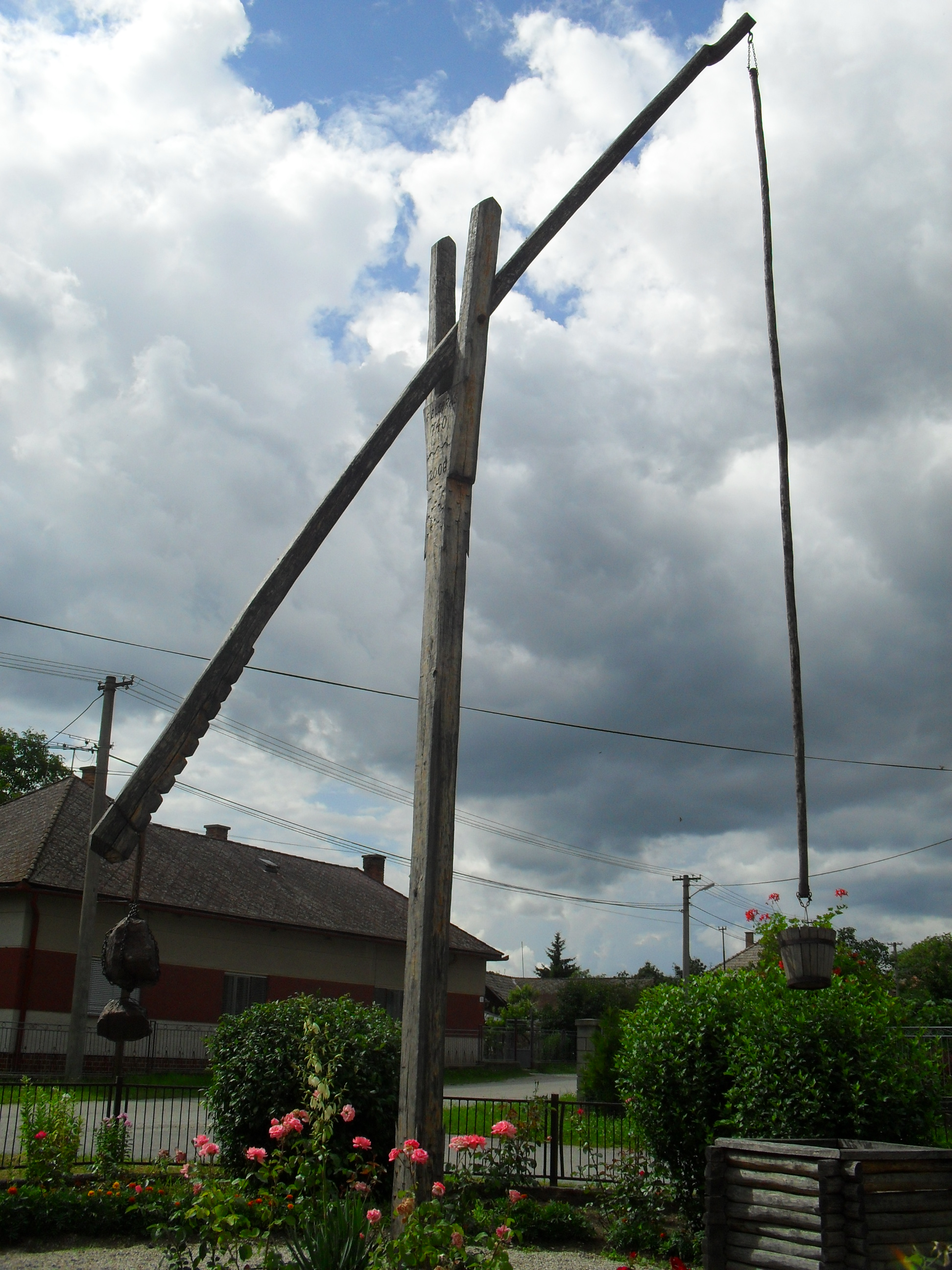
Gémeskút
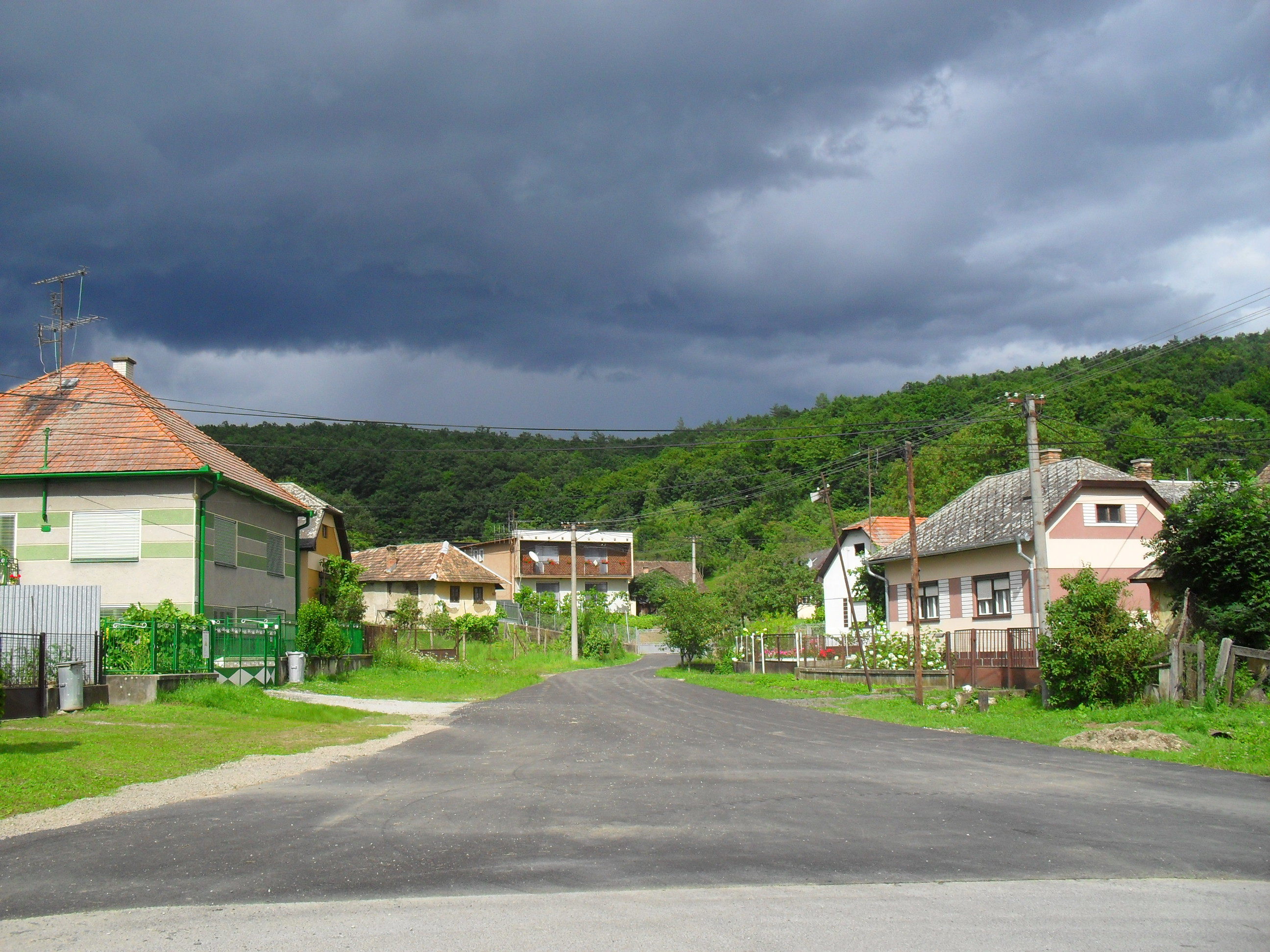
Utcakép
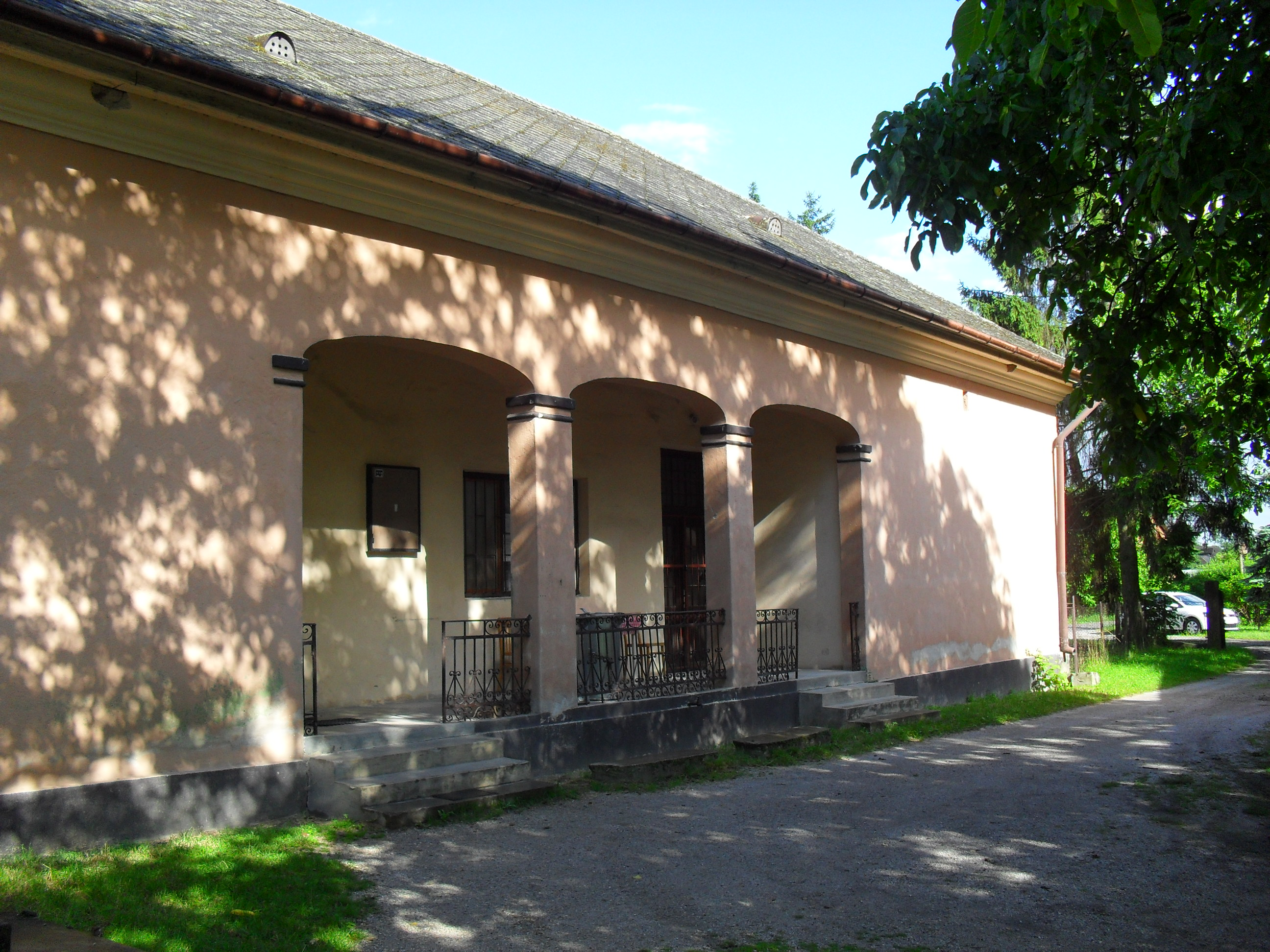
A volt iskola épülete

### A református templom

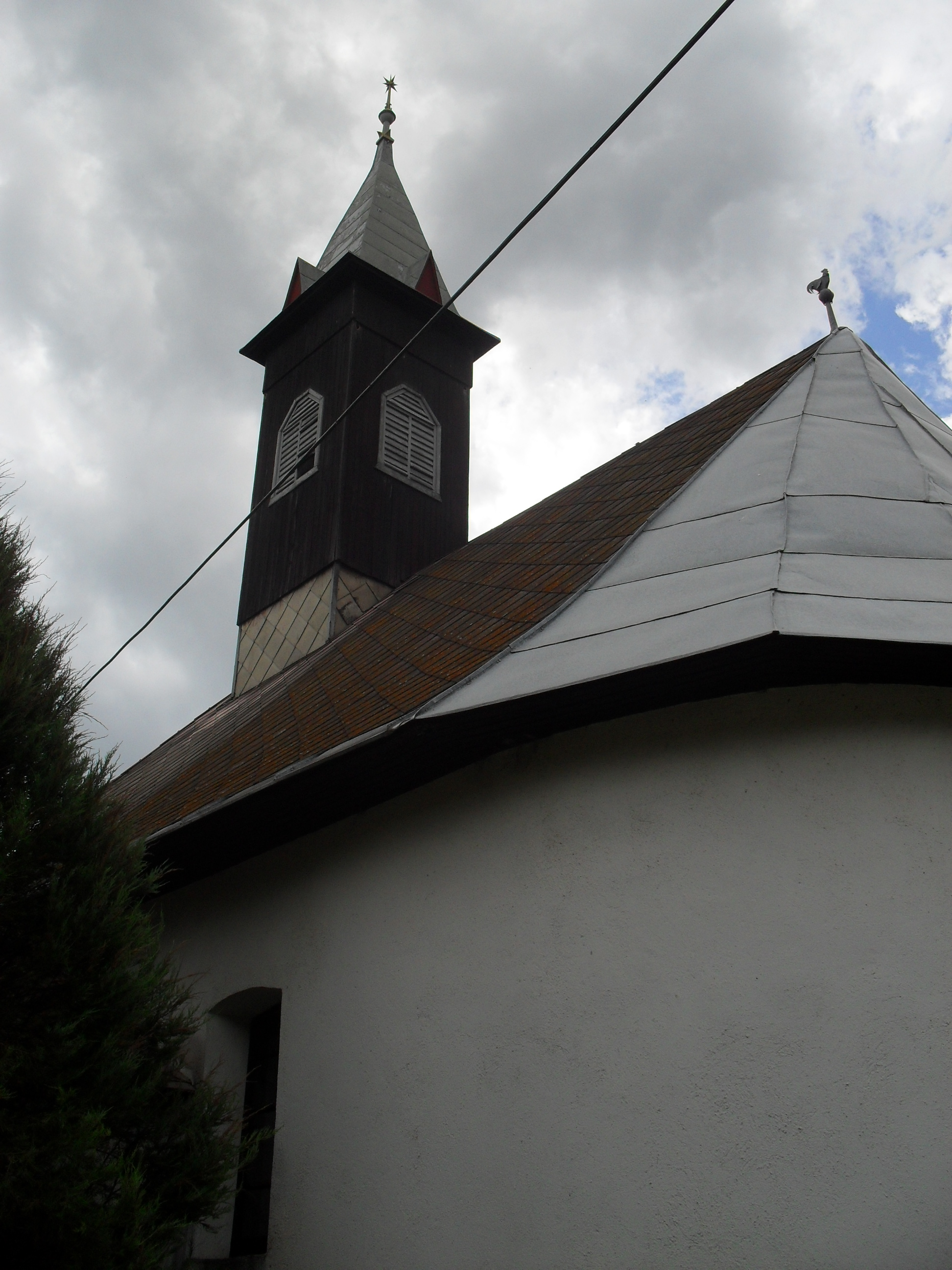
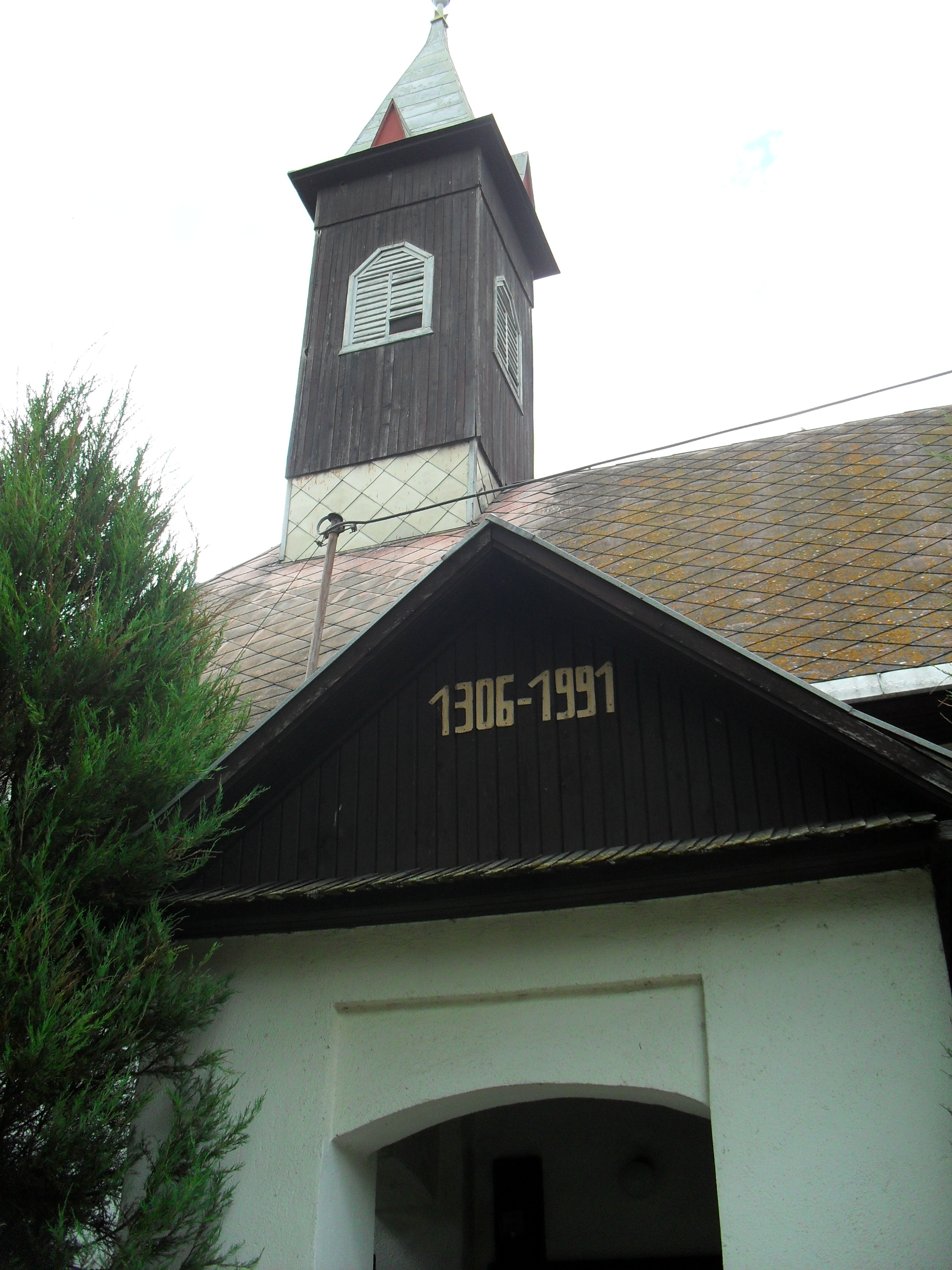
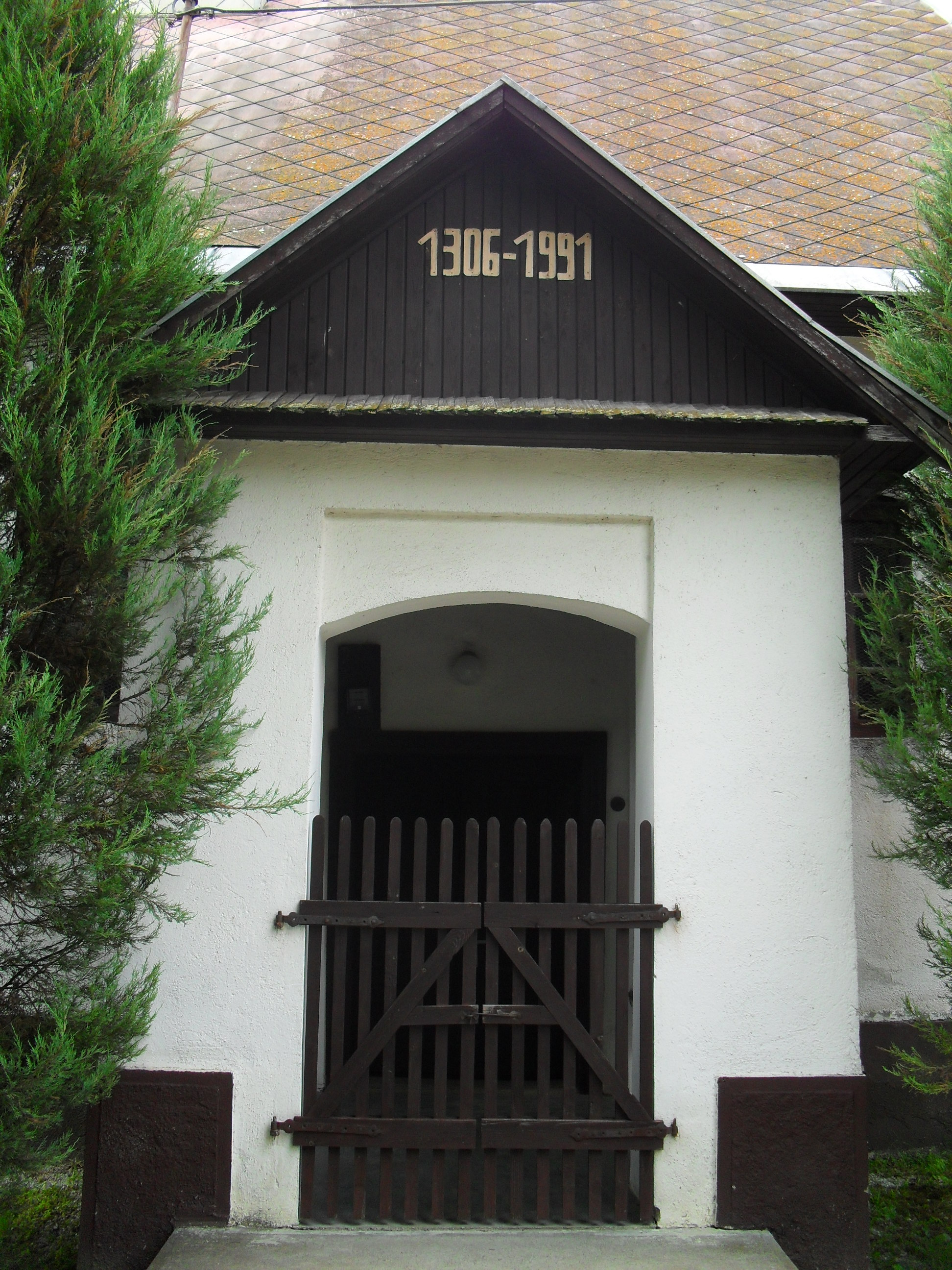
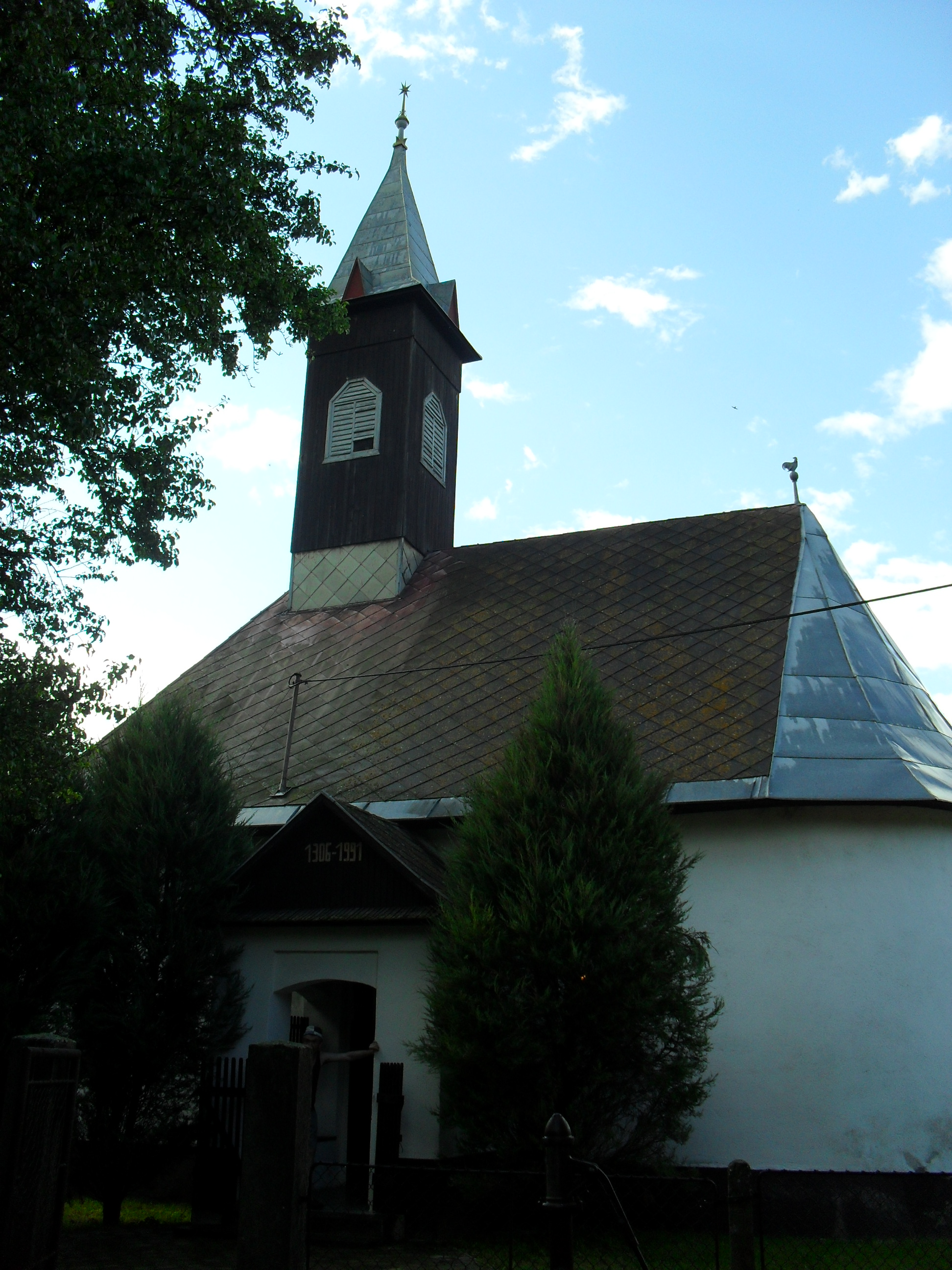
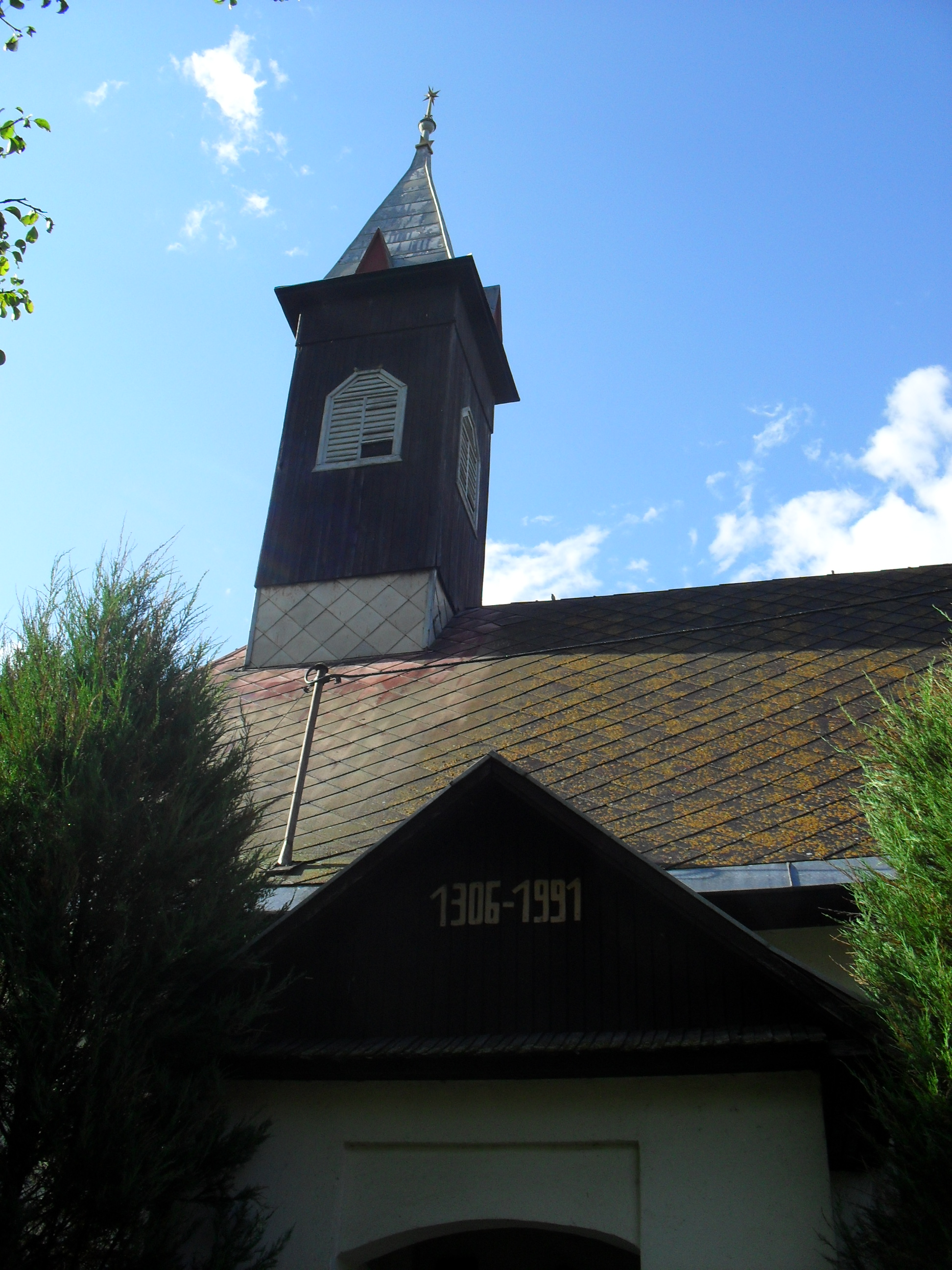
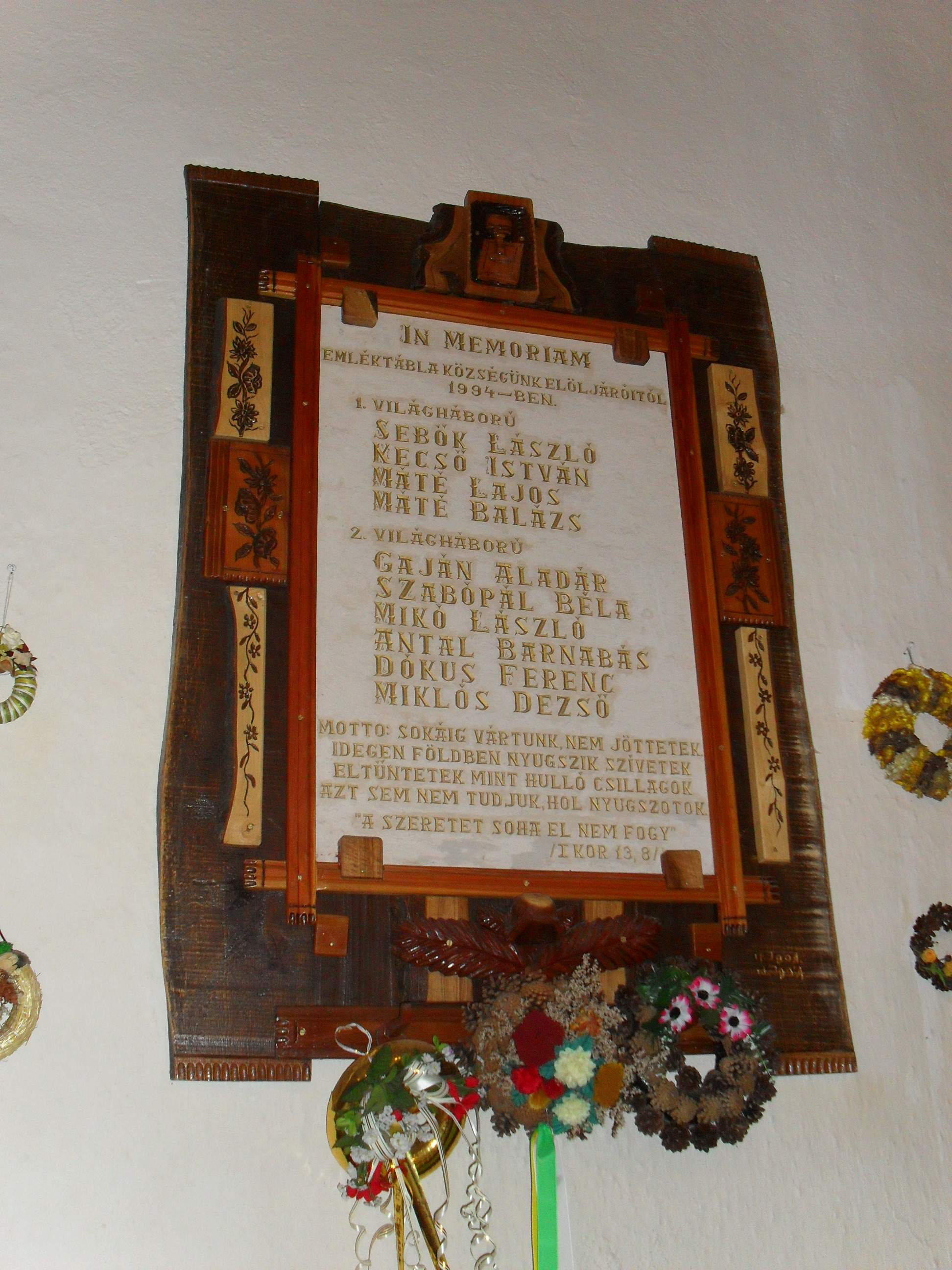
A két világháború áldozatainak emléktáblája
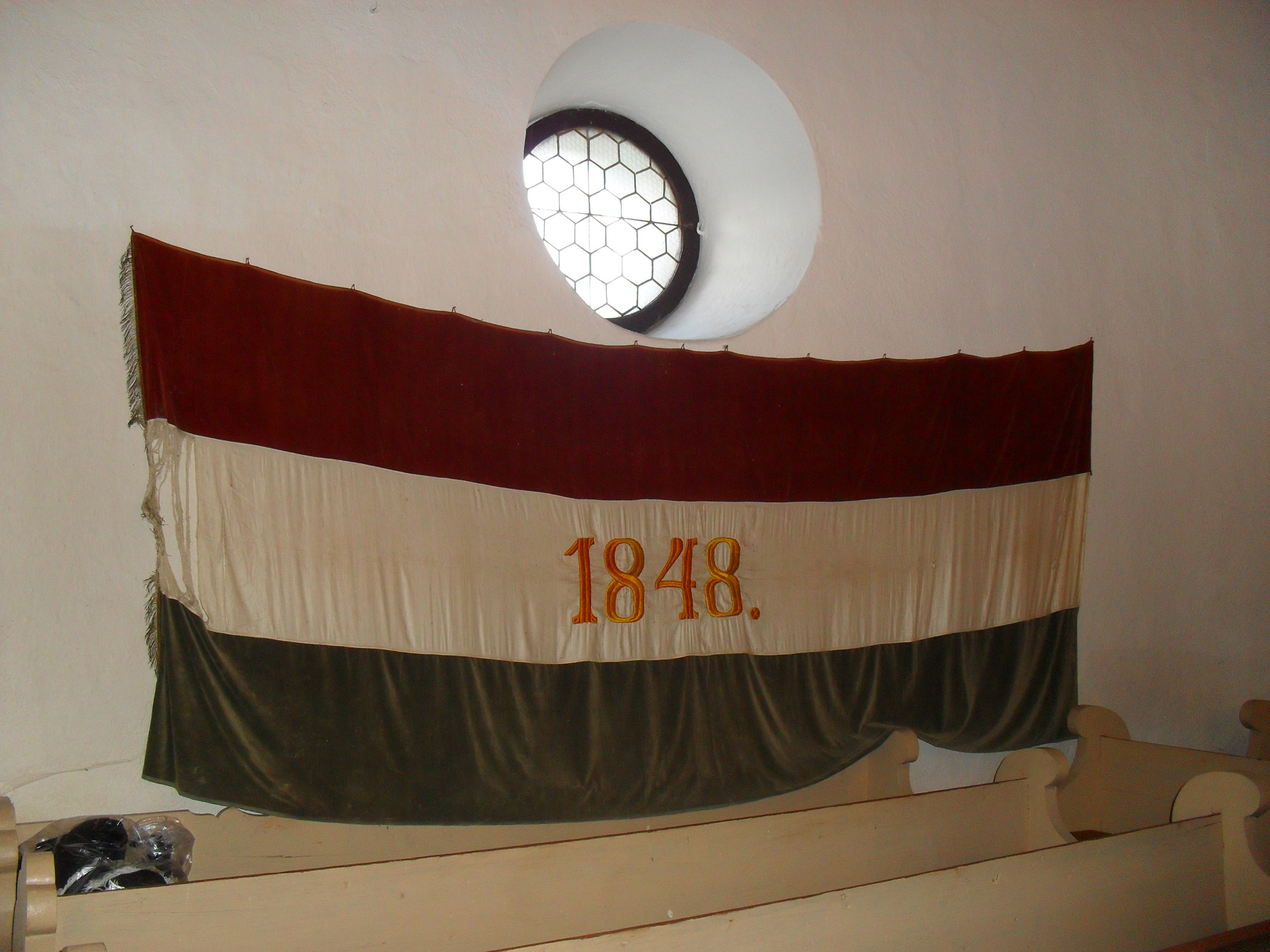
1848-as honvédzászló a templomban
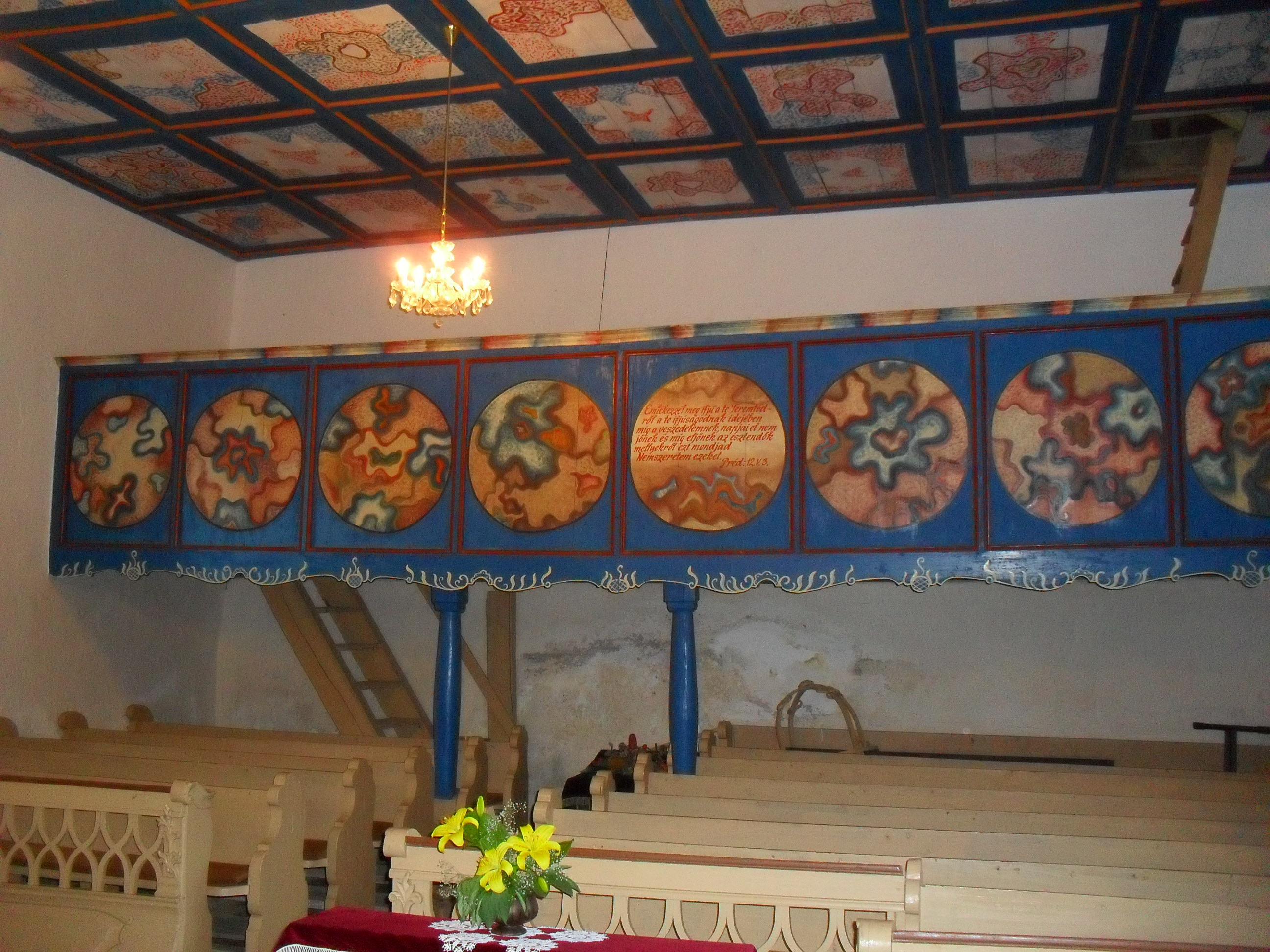
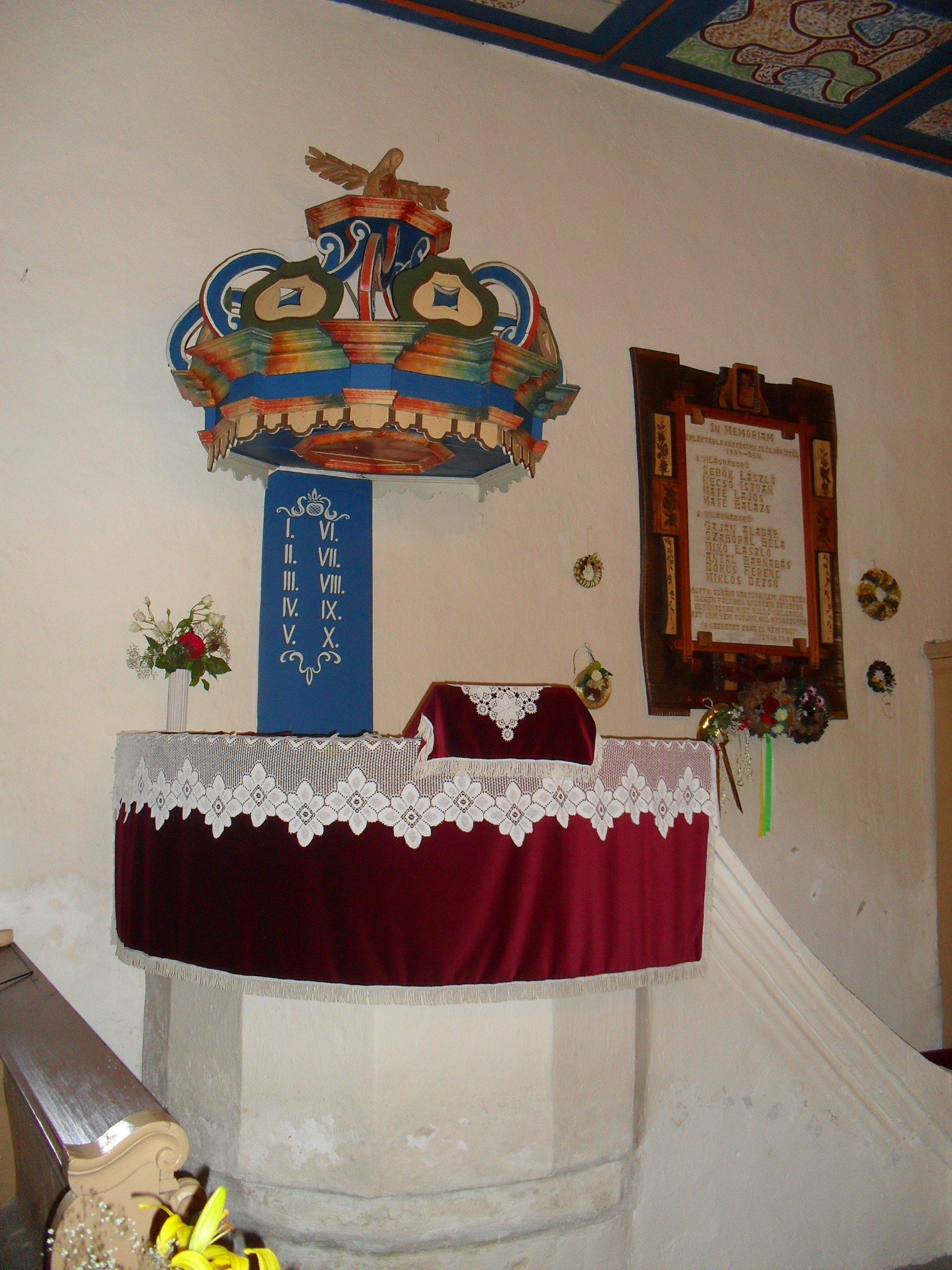
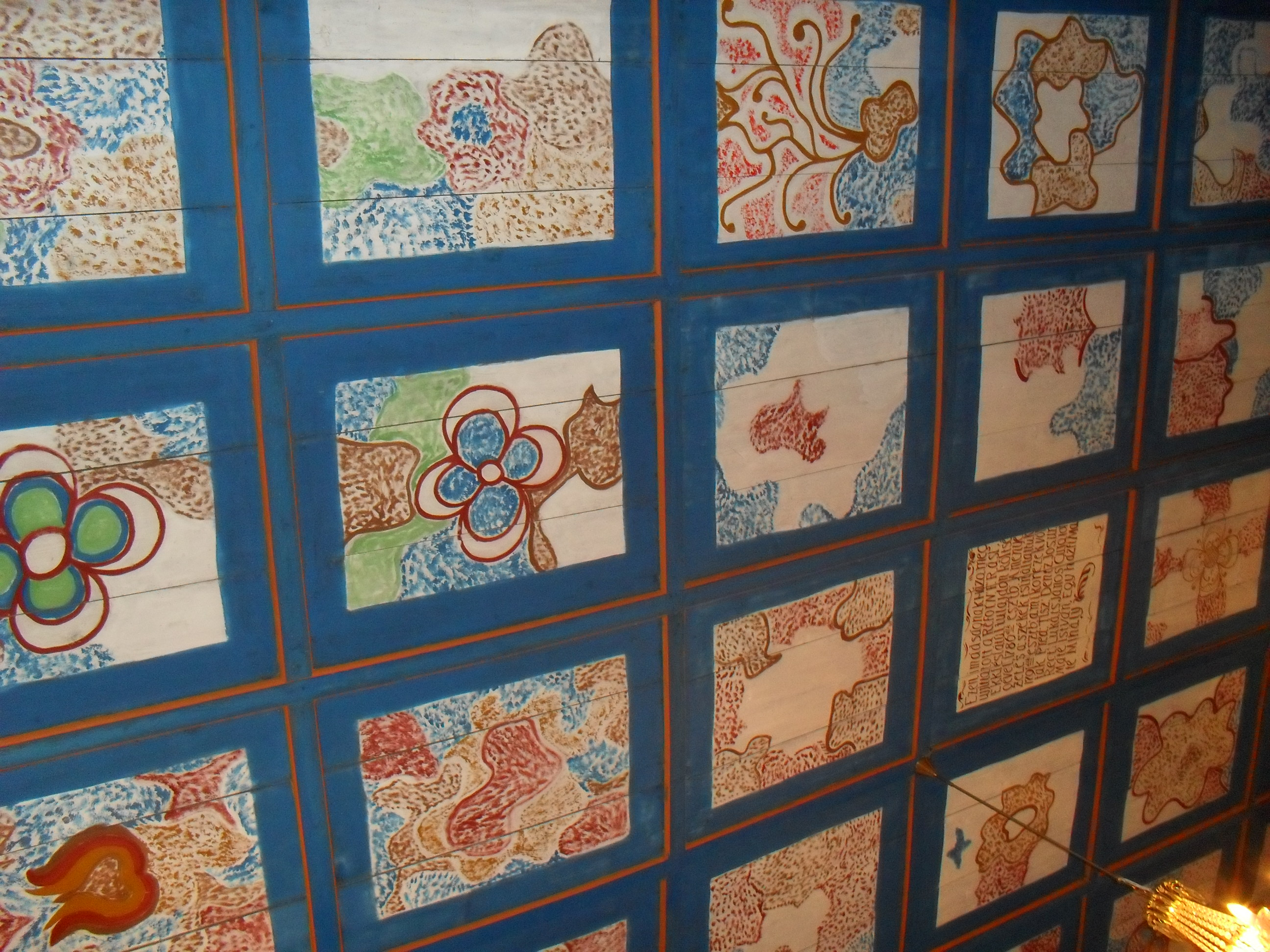
Festett famennyezet
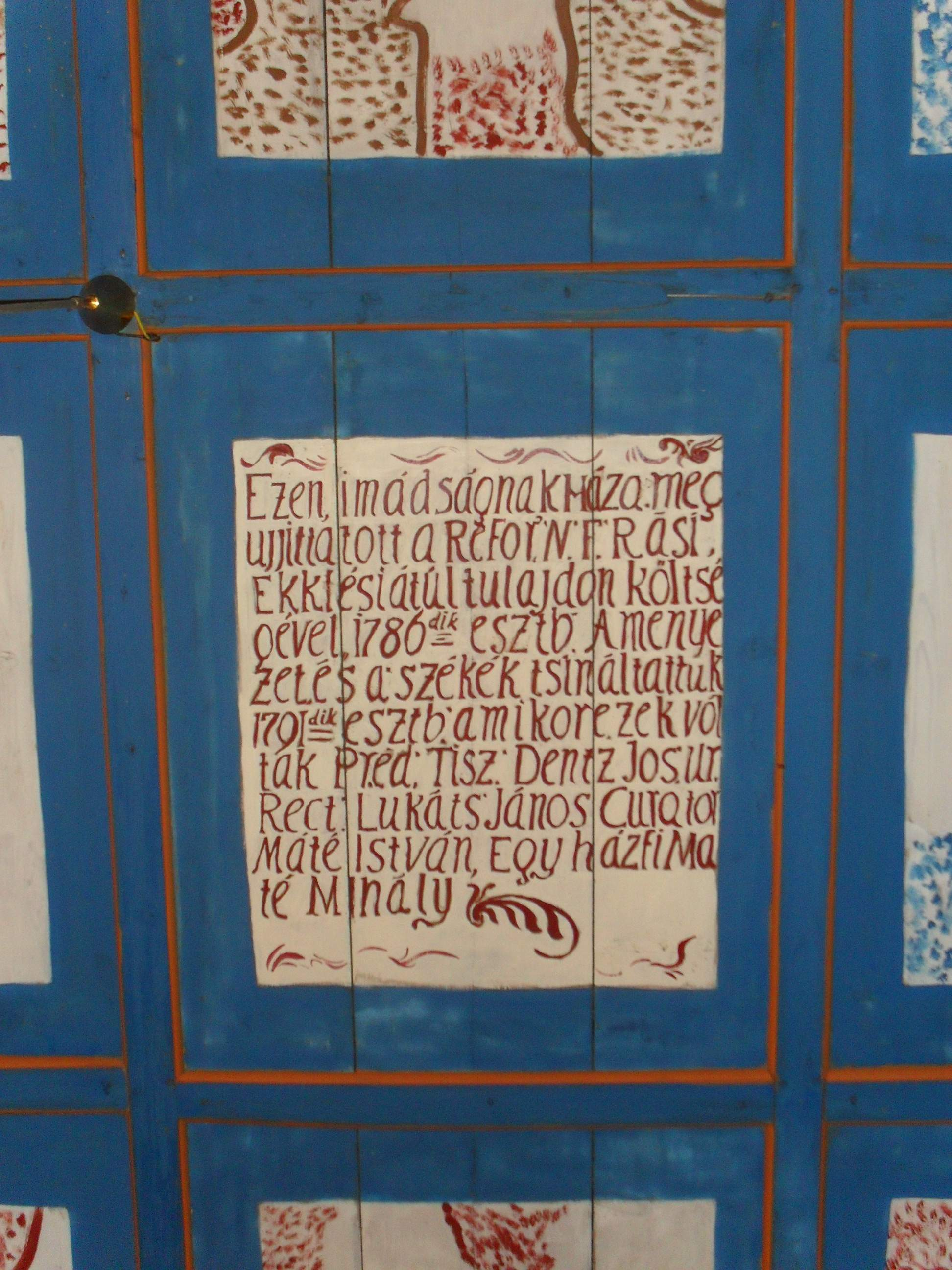
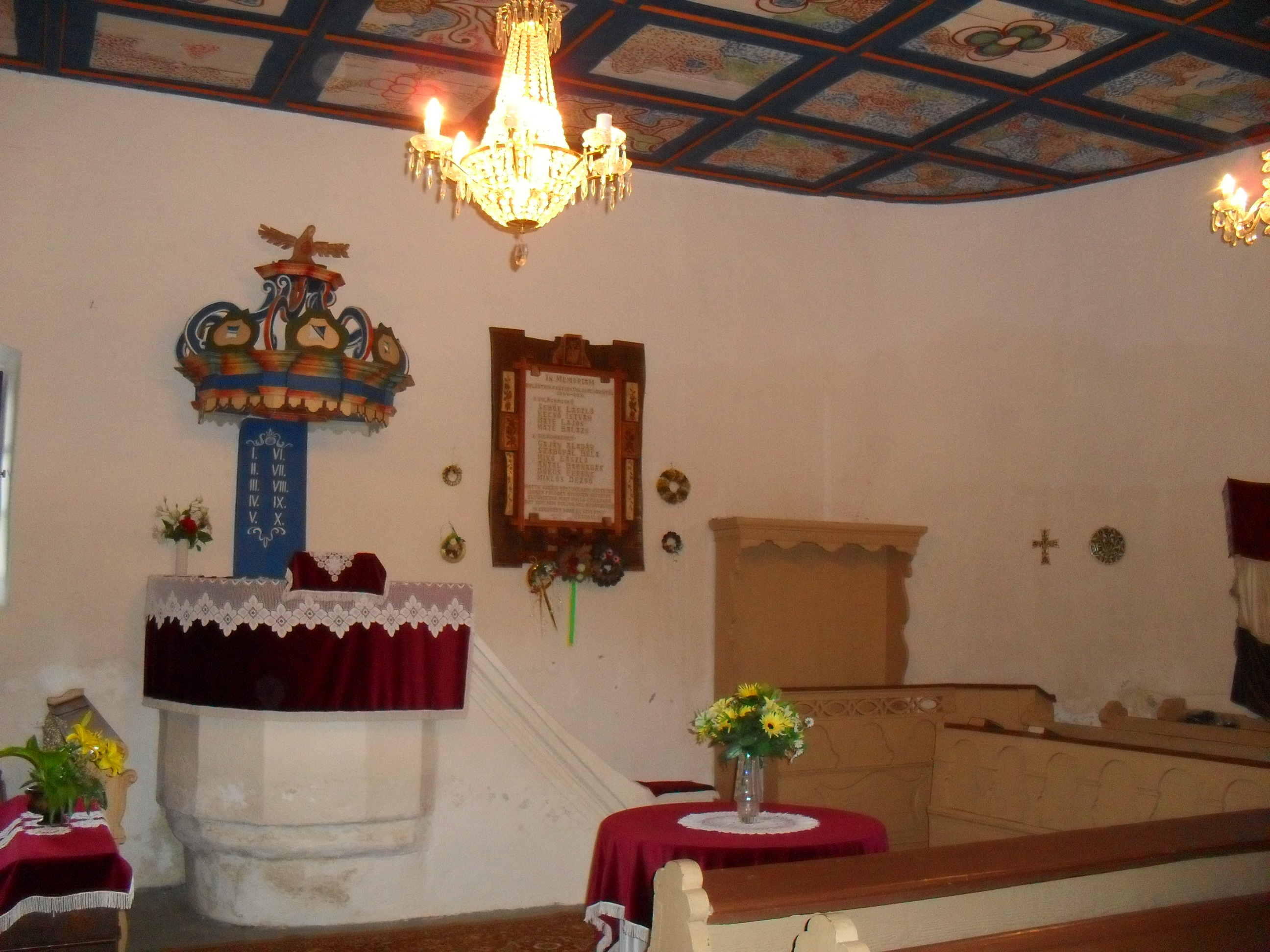